# Халиль Хамид-паша
Халил Хамид-паша (тур. Halil Hamid Paşa; 1736, Ыспарта — 1785, Бозджаада) — османский государственный деятель, садр-азем Османской империи при султане Абдул-Хамиде I. Занимал пост Великого визиря с 31 декабря 1782 года по 30 апреля 1785 года. Сыграл важную роль в привлечении иностранных специалистов в Османскую империю.

## Биография
Халил Хамид-паша родился в 1736 году в Ыспарте. Он был сыном Гёзгюоглу Али Ага и Зейнеп-ханым. Юношей пришёл в Стамбул и устроился на работу мелким чиновником. Некоторое время служил в провинции, в администрации города Бабадаг. Благодаря успехам на государственной службе в 1781 году стал заместителем Великого визиря.
Получив назначение на пост Великого визиря, с 1784 года начал активно привлекать к работе в Османской империи иностранных специалистов. В результате в Стамбул из Франции прибыла группа военных экспертов и инженеров, с целью подготовки специалистов из числа местных военных в области фортификационного строительства и артиллерии. До Великой французской революции 1789 года около 300 французов, офицеров артиллерии и инженеров, работали в Османской империи, занимаясь модернизацией и подготовкой артиллерийских частей.
С 1784 года Андре-Жозеф Лафит-Клаве и Жозеф Монье де Куртуа преподавали османским военным инженерное дело в Мюхендисхане-и Хумаюн, военно-инженерном училище, основанном Халилом Хамидом-пашой. Преподавание, как и все учебники по математике, астрономии, механике, оружию, тактике ведению войны и методам навигации были на французском языке.
Халил Хамид-паша был сторонником модернизации Османской империи и занимал примирительную позицию в отношении России. Султан Абдул-Хамид I заподозрил его в попытке переворота и в сговоре с будущим султаном Селимом III. Подозрения султана нашли поддержку в реакционных и антифранцузских кругах. После обнаружения секретной переписки между Селим III и Людовиком XVI, в которой подтверждалась подготовка к перевороту, Халил Хамид-паша был отстранен от занимаемой должности и сослан Гелиболу. Позднее он был обезглавлен в Бозджааде. Его голова была доставлена в Стамбул и захоронена на кладбище Караджаахмед.
К власти пришла партия, развязавшая Русско-турецкую войну (1787—1792), в которой Османская империя потерпела поражение. С началом военных действий, в 1788 году эксперты из Франции были вынуждены покинуть Османскую империю. С окончанием срока Франко-османского альянса в 1798 году из Стамбула выехали все преподаватели-французы.